# 飞翼
飛翼，或稱全翼機。是一种没有尾翼并且机身的主要部分隐藏在厚厚的机翼内的航空器。对任何飞机来说只有机翼是必需的，所以从理论上讲去除所有其他多余的部件在设计上是可行的。有的飞翼机身还是保留的，但是肯定是没有尾翼。

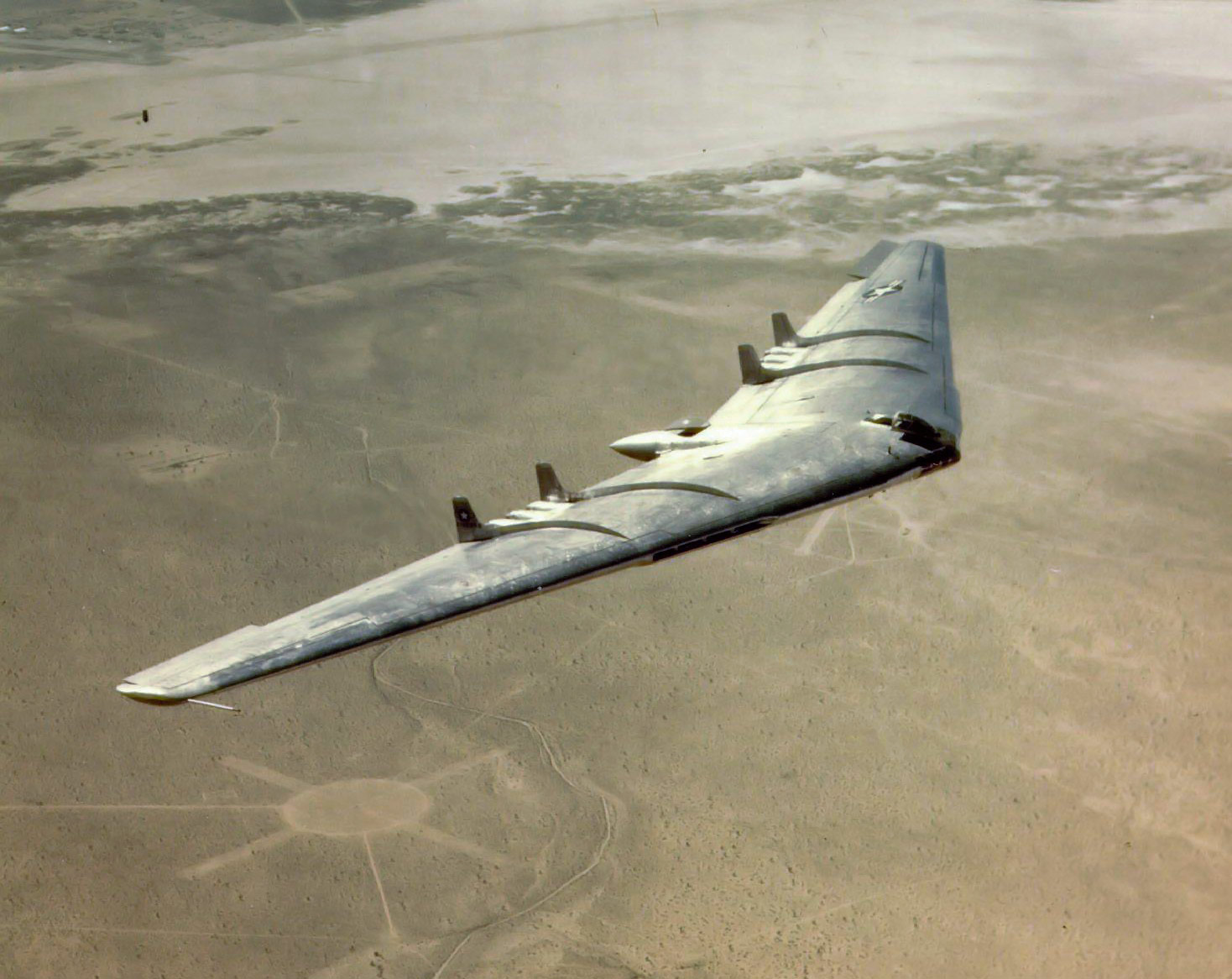
諾斯洛普公司YB-49飞翼

## 概述
在传统的飞机设计中，飞机重心总是位于机翼升力中心的前面，这一点使得机翼提供的升力会打破机身的平衡，飞机很容易造成机頭向下俯冲的趋势，为了平衡这种趋势，通常在飞机尾部设计一些小的向下作用力的控制翼面，用以抵销飞机的俯冲趋势。其基本原则就是飞机可以在某些角度内自由飞行，当减小动力的时候速度降低，机翼的升力降低，机頭也就会自然降低，然后飞机就会开始下降。
飞机若想达到简单而又安全是有很多障碍的。位于飞机尾翼上的控制翼面使飞机往往比实际所需的长度要长，而这些延长的机身处于平衡考虑大部分还不能承担载荷，此外，控制翼面的存在还会增加阻力，降低飞机的整体性能。最大的问题是这些翼面在增大阻力的同时还增加了飞机的重量，这就使飞机发动机必须提供额外的推力以产生比原本飞机所需更大的升力才行。
传统的飞机布置方式——载荷在前面控制翼面在后面——还会造成另一个问题，即对机翼产生向后的弯曲倾向（挠度），所以有时候机翼会在重心的前面有时会在重心后面，飞机的稳定性和（通过额外翼面的）控制性是同样重要的。然而，如果没有额外的控制翼面就可以降低阻力和重量，在大多数情况下，这样做都可以显著的减小飞行阻力，而设计师也可以专心解决稳定性的问题。
飞翼唯一的缺点是为了使机身隐藏于机翼中，飞机的机翼必须设计的比通常的机翼厚得多。在低速时这一点无关紧要，但是当飞机接近音速时，在机翼相对较厚的部位就会产生巨大的阻力效用，所以飞翼不适合高速飞机，它们对阻力比一般飞机更为敏感。除此之外，在高速时还会出现一系列的稳定性问题，例如马赫下俯，设计人员需要经过许多艰苦的工作来加以解决。
由于这些原因，对飞翼的研究仅限于1930到1940年代，那时候飞翼被认为是一种生产大型客机的自然解决方案，这种飞机的载客量要够大同时还可以装载足够跨大西洋定期航班的燃料。飞翼的巨大内部容积和低阻力使它自然而然的扮演起这一角色，美国的杰克·诺思罗普、德国的亚历山大·李比希和蕭特兄弟都进行了这方面的研究，而德国的胡戈·容克斯在1910年时已经取得了一个飞翼滑翔机的概念专利。
容克在1919年开始他伟大的JG1设计，试图把乘客放在厚厚的机翼内。但是1921年联合航空管制委员会宣布尚未完成的JG1飞机破坏了一战后对德国飞机尺寸的限制，容克设想的未来派的飞翼最多可容纳1000名乘客，最接近成功现实的是1931年34人座的容克斯 G.38 Grossflugzeug飞机，客舱位于机翼前缘向内嵌入机翼，当时最大的陆上飞机（相对水上飞机），绰号“飞行旅馆”的G-38加入了汉莎航空公司的机队，后来它又转作军事用途直到1941年从雅典撤退的英军摧毁，日本获得容克的授权建造了几架G-38作为轰炸机。
许多二战晚期设计的德国军用飞机都是基于飞翼，或者在此基础上进行修改，以尽量增加采用喷气式发动机飞机的航程。最著名的要数Gotha Go-229，这种飞机1944年首飞，它不但结合了飞翼（Nür Flugel）的概念，而且有两台隐藏在可吸收雷达波的复合材料机翼中的喷气发动机，现在飞机原型仍然由史密森保存在其原始状态，2008年時，諾斯洛普·格拉曼公司製作的模型顯示，當時英國的雷達系統發現Ho 299戰鬥機時，僅剩兩分半鐘的攔截時間，代表當時的英國是無法防禦的。
战后很多概念设计都基于飞机的平面形状，但是问题很快显现。为了延长轰炸机航程，对飞翼的兴趣一直延续到1950年代，诺思罗普B-49轰炸机是它最后的绝唱，但是它最终并未投产，即使是飞翼设计也不能弥补载油量的要求，后来更大的普通形式的飞机像波音B-52轰炸机被建造出来取代了飞翼设计。随后的远程轰炸机再也没有采用飞翼形式的了，直到B-2幽灵隐形战略轰炸机的出现。

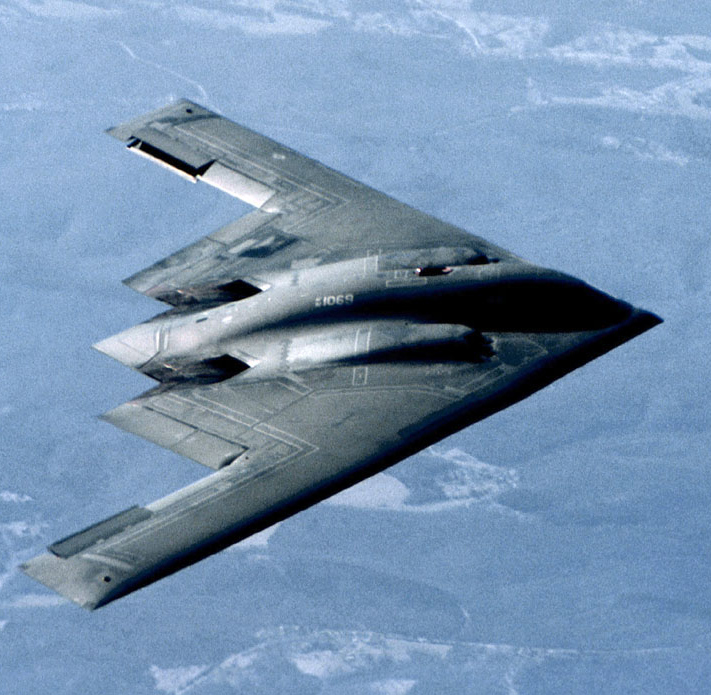
B-2幽灵隐形战略轰炸机

1980年代飞翼作为一种可以大幅度降低雷达反射信号的方式再次引起人们的注意，这最终导致了諾斯洛普公司的B-2幽灵隐形战略轰炸机的问世。在这一项目中，优异的空气动力学不是关键问题。
由于飞翼在中低速范围内仍能保持优异的性能，其作为战术运输机的设想从未中断过，波音公司一直在进行一个采用翼身融合运输机的项目研究，这种运输机具有洛克希德C-130大力神运输机的尺寸大小，同时有更远的航程和多1/3的载荷。有很多公司如波音、麦道、德哈维兰公司都曾考虑设计飞翼式的客机，但是到目前为止均未实现；客機使用這種設計會出現的問題有，舒適度（轉彎時除了中心的座位外，都會有過大的傾斜度）、過少的窗戶、逃生困難度更高、及機場設計需改變。

## 代表机型
美國
- N-1M     雙螺旋槳引擎  1940試飛
- N-9M     雙螺旋槳引擎  1942試飛
- YB-35    四螺旋槳引擎  1946試飛
- YB-49    八渦輪衝引擎  1947試飛

英國
- A.W.52G  二渦輪衝引擎  1944試飛
- 霍克.西德利火神式轟炸機

德國
- Ho 229   二渦輪衝引擎  1944試飛

## 现有机型
- 轰炸机：諾斯洛普 B-2
- 轻航机：米切尔飞翼 （页面存档备份，存于） Mitchell U-2 superwing （页面存档备份，存于）
- 轻航机：米切尔飞翼 B-10
- 滑翔机：雨燕Aériane Swift （页面存档备份，存于）